# Almiro Maia de Loureiro
Almiro Maia de Loureiro CvC • CvA • MPBS • MPCE • MCC • MVE (21 de setembro de 1897 - 7 de setembro de 1965) foi um militar, desportista, dirigente desportivo, político e publicista português.

## Biografia
Era filho de Benjamim Maia de Loureiro (Viseu, Ribafeita, 21 de fevereiro de 1865 - Lisboa, Camões, 31 de outubro de 1930), Tenente-Coronel, Comendador da Ordem Militar de São Bento de Avis a 15 de fevereiro de 1919, Comendador da Ordem Militar de Nosso Senhor Jesus Cristo a 17 de maio de 1919 e Comendador da Antiga, Nobilíssima e Esclarecida Ordem Militar de Sant'Iago da Espada, do Mérito Científico, Literário e Artístico a 28 de junho de 1919, e de sua mulher Ângela Ferreira Figueiroa (Porto, São Nicolau, 4 de setembro de 1868 - ?) e sobrinho paterno de Samuel Maia.
Frequentou e concluiu o curso do Real Colégio Militar, depois Colégio Militar, entre 1908 e 1915. Assentou Praça no Regimento de Cavalaria N.° 2, a 23 de julho de 1915. Frequentou, no ano letivo de 1915-1916, na Universidade de Coimbra, sendo já Primeiro-Sargento-Cadete, os preparatórios para a antiga Escola de Guerra, concluindo o curso da mesma Escola em maio de 1917.
Foi promovido a Alferes no Regimento de Caçadores N.° 2, onde já era Aspirante a Oficial da Arma de Cavalaria, a 13 de julho de 1917, seguindo para a Província de Moçambique, como Expedicionário Combatente da Primeira Guerra Mundial, donde regressou a 15 de janeiro de 1919.
Promovido a Tenente em dezembro de 1921, foi nesse mesmo posto nomeado, em março de 1922, para exercer o cargo de Ajudante de Campo do General Vice-Presidente do Conselho Tutelar do Exército de Terra e Mar.
Foi colocado novamente no Regimento de Cavalaria N.° 2, em agosto de 1923, e promovido a Capitão, ainda na mesma Unidade, em setembro de 1930.
Colocado na Polícia de Segurança Pública de Lisboa, em março de 1931, como Comandante da 3.ª Divisão, acumulou este cargo com o de Comandante da Polícia de Trânsito, desde 1932, cargo que ainda exercia em 1947.
Em 1938, pronuncia uma comunicação ao I Congresso Nacional de Futebol, em que pinta um quadro negro sobre as condições dos campos de futebol em Portugal.
Em 1942, ingressa na Câmara Corporativa. É Procurador pelas Federações Desportivas, e apenas exerce funções na III Legislatura, até 1946.
Passou à situação de reserva militar em março de 1939, por ter optado pelo serviço na Polícia de Segurança Pública.
Manter-se-ia na Polícia até 1957, altura em que deixou o serviço da Polícia de Segurança Pública a 31 de maio de 1957, e assume um primeiro mandato de 13.° Presidente e um segundo mandato de 15.° Presidente da Direção da Federação Portuguesa de Futebol, cargo que exerce, respetivamente, de 1951 a 1954 e de 14 de setembro de 1957 a 1960.
Possuía diversos louvores e condecorações por serviços distintos prestados à Pátria, ao Exército e à Ordem Pública, na Expedição de Moçambique, e em vários serviços do Exército, da Polícia de Segurança Pública, etc:
- Medalha da Vitória com Estrela de Portugal[3][5]
- Medalha Comemorativa da Campanha Moçambique 1917-1918 de Portugal[3][5]
- Medalha Militar de Prata de Serviços Distintos de Portugal[3][5]
- Medalha Militar de Prata de Comportamento Exemplar de Portugal[3][5]
- Cavaleiro da Ordem Militar de São Bento de Avis de Portugal (5 de outubro de 1926)[3][5][8]
- Cavaleiro da Ordem Militar de Nosso Senhor Jesus Cristo de Portugal[3][5]
- Cavaleiro da Ordem da Coroa da Itália da Itália (25 de junho de 1937)[3][5][9]
- Medalha da Cruz Vermelha da Alemanha (24 de setembro de 1938)[3][5][9]

Dedicou grande parte da sua atividade à causa dos desportos em Portugal, que lhe deve muitos e valiosos serviços, tendo desempenhado, entre outros, os seguintes cargos, nos quais a sua dedicação ao desporto também se encontra expressa:
- Diretor do Sporting Clube de Portugal[3][5]
- Diretor da Associação de Futebol de Lisboa[3][5]
- Secretário-geral da Federação Portuguesa de Futebol e seu 13.° e 15.° Presidente entre 1951 e 1954 e entre 1957 e 1960[3][5]
- Membro do Comité Olímpico de Portugal[3][5]
- Diretor-Presidente da Federação Portuguesa de Atletismo[3][5]
- etc[5]

Publicou:
- A Viação em Lisboa, conferência, 1935[3][5]

Colaborou em jornais desportivos, na "Revista da Polícia", etc.